# Tiere essen

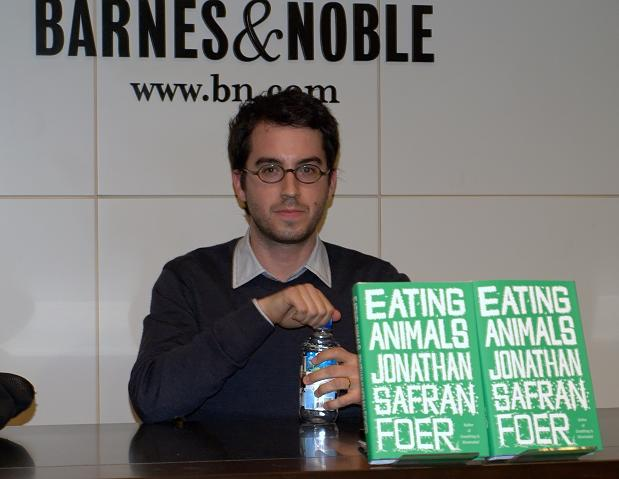
Jonathan Safran Foer mit seinem Buch „Tiere essen“ (im Original: „Eating Animals“)

Tiere essen (englisch Eating Animals) ist ein Sachbuch des amerikanischen Schriftstellers Jonathan Safran Foer, das sich mit den Problemen der Massentierhaltung auseinandersetzt. Das Buch erschien 2009 in den USA und im August 2010 in Deutschland. Die deutsche Übersetzung stammt von Isabel Bogdan, Ingo Herzke und Brigitte Jakobeit.

## Inhalt
Jonathan Safran Foer begann mit seinen Recherchen, als er Vater wurde. Er wollte eine „fundierte Entscheidung darüber treffen, was ich meinem Sohn zu essen gebe.“ Deshalb hat er vieles zusammengetragen, was die derzeitige Praxis in der Landwirtschaft möglichst umfassend beschreibt. Eingehende Nachweise zu den wissenschaftlichen Quellen, auf die sich Foer stützt, finden sich jeweils in den Anmerkungen im Anhang. Alle Angaben beziehen sich vorwiegend auf die Tierhaltung in den USA. Der deutschen Ausgabe ist deshalb neben den Fußnoten des Autors ein zweiter Anhang beigegeben worden, in dem die Sachlage in Deutschland im Vergleich zu derjenigen in den Vereinigten Staaten dargestellt wird. Die Angaben wurden vom Vegetarierbund Deutschland beigesteuert.
Geschildert wird die herrschende Praxis sowohl bei der Ausbeutung der freien Natur, etwa in der Fischerei, als auch in den US-Massentierhaltungsbetrieben und Schlachthäusern. Da seine schriftlichen Anfragen an einen amerikanischen Hersteller und Vermarkter von Fleisch, in denen er sich um eine Betriebsführung bemüht hatte, nicht beantwortet worden waren, verschaffte sich Foer zusammen mit einer Tierschutz-Aktivistin Zugang zu einem Geflügelzuchtbetrieb, um die Verhältnisse in der Putenmast zu beschreiben. Er berichtet über das Leben der Tiere, deren Schlachtung und über die Gefahren von Krankheiten infolge der Massentierhaltung. Dabei stellt er häufig bildliche Vergleiche an. Außerdem betont er mehrmals, wie viele Medikamente in dem Futter der Tiere vorhanden sind und welche Folgen sich im Einzelnen daraus ergeben können, sowohl für die Tiere als auch für die Konsumenten, die die Tiere oder ihre Erzeugnisse verzehren.
Foer weist auf die Probleme und auf die Gefahren der Massentierhaltung hin, ruft jedoch nicht ausdrücklich dazu auf, Vegetarier zu werden.

## Rezeption
Das Buch wurde nicht nur in Deutschland diskutiert und in den Medien überwiegend positiv aufgenommen. Foer sagt, er sei selbst darüber erstaunt gewesen, dass sein Buch „kein bisschen umstritten war“. Dabei stand die Wahrnehmung im Vordergrund, das Buch habe es geschafft, „eine allgemeine Diskussion über Vegetarismus auszulösen, über eine Idee also, die lange Zeit nur einige gern belächelte Ökologen und alte Tanten praktizierten“. Es sei „eine brillante Mischung aus Recherchejournalismus und Autobiografie“. Im Zusammenhang mit dem Dioxin-Skandal Ende 2010/Anfang 2011 um giftige Rückstände in Eiern, Geflügelfleisch und Schweinefleisch, die aus Futtermitteln herrührten, fand das Buch zusammen mit der Neuerscheinung Anständig essen. Ein Selbstversuch. von Karen Duve zunehmend Beachtung.

## Ähnliche Publikationen
- Fleischatlas